# الیزابت ریسر

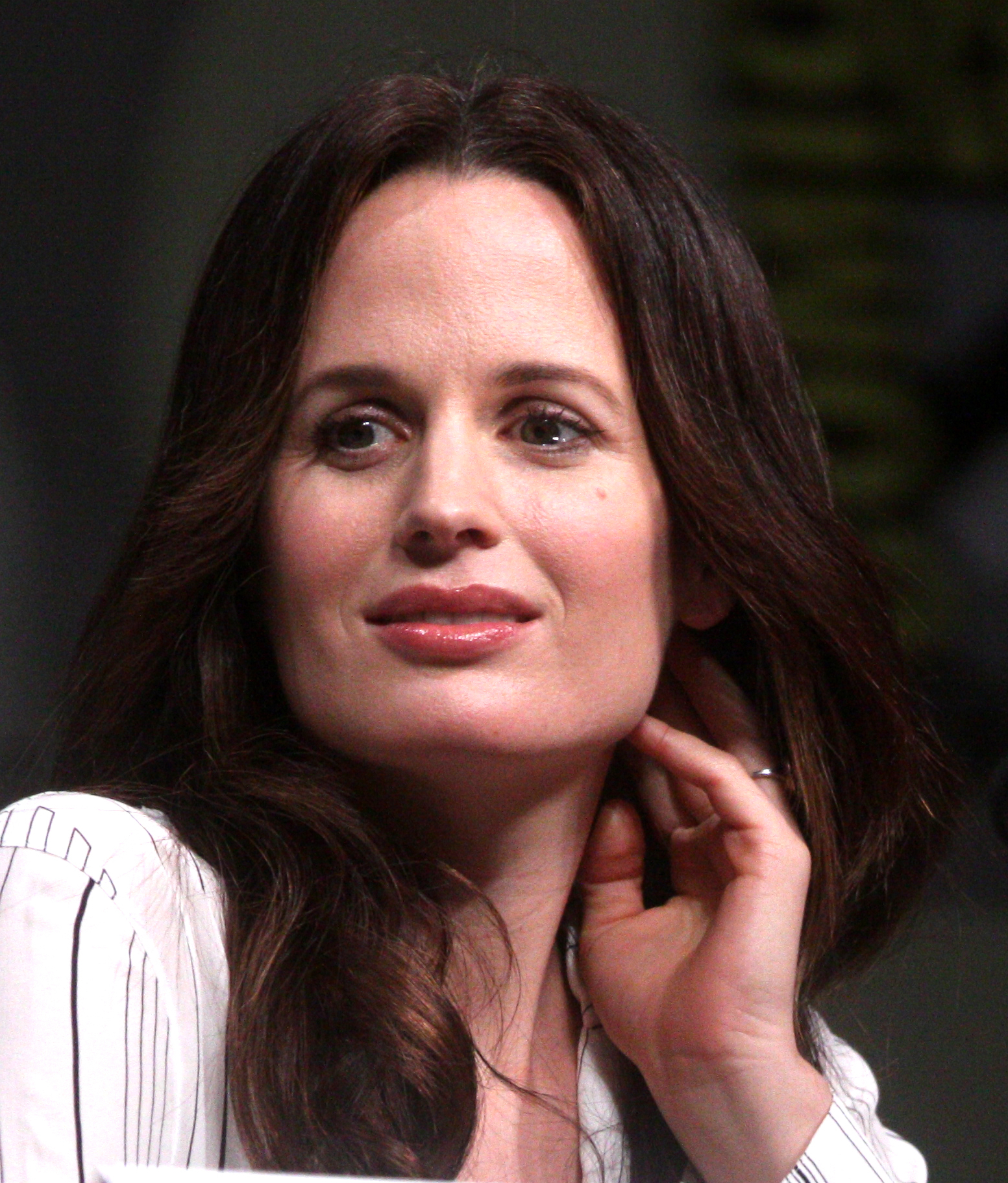

الیزابت ریسر (به انگلیسی: Elizabeth Ann Reaser) (زاده ۱۵ ژوئن ۱۹۷۵) بازیگر آمریکایی است. از آثاری که وی در آن‌ها حضور یافته می‌توان به گرگ و میش، لیبرال آرتس، بمان، ویجا ۲ و سریال فرار از خانه هیل اشاره کرد.
الیزابت ریسر نخستین بار در سینما حضور یافته و سال ۱۳۸۴ در ۳۰ سالگی در فیلم سنگ خانواده به کارگردانی Thomas Bezucha بازی کرده است. گرچه موفقیت این اثر نسبت به آثار شاخص بعدیش مانند فیلم گرگ و میش: سپیده دم (قسمت۲)، بیشتر نبود اما تجربه خوبی برای الیزابت ریسر محسوب می‌شود.
الیزابت ریسر در سال ۱۳۹۱ دورهٔ پرتلاشی را در عرصه سینما و تلویزیون گذراند و در آثار مهمی بازی کرده است. او در این سال با بازی در ۲ فیلم مهم سینما خود را به مردم معرفی کرد. آثار مهم الیزابت ریسر در این سال، بازیگری در فیلم گرگ و میش: سپیده دم (قسمت۲) در ۳۷ سالگی به کارگردانی بیل کاندن و فیلم Liberal Arts به کارگردانی Josh Radnor محسوب می‌شود.
یکی از مهم‌ترین بخش‌های بیوگرافی الیزابت ریسر بازی در فیلم گرگ و میش: سپیده دم (قسمت۲) بوده است. او در فیلم گرگ و میش: سپیده دم (قسمت۲) با بیل کاندن همکاری داشته است. الیزابت ریسر توانست با بازی در فیلم گرگ و میش تجربه بازیگری موفقی برای خود رقم بزند و همکاری در کنار بازیگرانی نظیر کریستن استوارت، رابرت پتینسون، تیلور لاتنر و پیتر فاسینلی بر تجارب او افزود.
الیزابت ریسر علاوه‌بر فیلم گرگ و میش: سپیده دم (قسمت۲)، سال ۱۳۸۹ در ۳۵ سالگی در فیلم گرگ و میش: کسوف نیز بازی کرده است. الیزابت ریسر این‌بار با David Slade یعنی کارگردان فیلم گرگ و میش: کسوف و هنرمندانی چون کریستن استوارت، رابرت پتینسون، تیلور لاتنر و ژاویر ساموئل همکاری داشت.

## بخشی از فیلم‌شناسی
| سال  | عنوان                         | نقش                  | توضیحات |
| ---- | ----------------------------- | -------------------- | ------- |
| ۲۰۰۱ | مومن                          |                      |         |
| ۲۰۰۱ | سیزده گفتگو در مورد یک چیز    | Young Woman in Class |         |
| ۲۰۰۵ | بمان                          | Athena               |         |
| ۲۰۰۷ | بنفش بنفشه‌ها                  |                      |         |
| ۲۰۰۸ | گرگ و میش                     | Esme Cullen          |         |
| ۲۰۰۹ | گرگ و میش: ماه نو             | Esme Cullen          |         |
| ۲۰۰۹ | در برابر جریان                |                      |         |
| ۲۰۱۰ | گرگ و میش: کسوف               | Esme Cullen          |         |
| ۲۰۱۱ | گرگ و میش: سپیده‌دم - قسمت اول | Esme Cullen          |         |
| ۲۰۱۱ | بزرگسال جوان                  | Beth Slade           |         |
| ۲۰۱۲ | لیبرال آرتس                   | Ana                  |         |
| ۲۰۱۲ | گرگ و میش: سپیده‌دم - قسمت دوم | Esme Cullen          |         |
| ۲۰۱۶ | ویجا ۲                        |                      |         |
| ۲۰۱۸ | تسخیرشدگی خانه هیل            | Sherry               |         |